# 曾国 (姬姓)
曾國，又称随国，是周朝时期位于湖北境内汉江流域的姬姓诸侯国，為南宫适后裔的封国。

## 歷史
曾國歷史首見於《左傳》，公元前706年，楚國攻打隨國，但隨後撤兵，即速杞之戰。
需要指出的是，春秋时代的晋国有一地名随，即《春秋左氏传·隐公五年》记载的“翼侯奔随”。此地后来作为晋国名臣士会的封地，因此《春秋左氏传·文公十三年》有将士会称为随会。这一位于今山西省汾河流域的随地，据童书业说，前身也是一古国。童书业并指出，山西省汾河流域的古国如随国、鄂国、唐国（后改称晋国）、沈国、黄国等，在江汉流域附近都有同名国。
随国属于汉江流域的姬姓诸侯国集团（即汉阳诸姬）。在春秋初期楚国未成为霸主前，随国势力一度强大，为汉水东岸各国之首。公元前706年楚武王侵略随国却半途而废，楚国此时自认不得志于汉江流域。公元前704年，楚国再次侵略随国，并取得会战的胜利，然楚国实力尚不足以吞并随国，所以在当年即与随国讲和。公元前690年，楚武王卒于侵略随国的征途，当年随国求和。莫敖屈重以楚王的名义进入随国，和随侯结盟，而且邀请随侯在汉水转湾处会见，然后退兵。此后的几十年间，楚国四处征伐而逐渐吞并汉水流域诸小国。公元前640年，随国率领汉阳诸姬背叛楚国，楚国击败之，双方言和。公元前632年城濮之战当年，晋国人有言，汉阳诸姬已经全部为楚国所有。随国以輔佐楚王換得允諾不征討為條件、沦为楚国的附庸，随国君主世代存续，但不再被中原诸侯国视为独立而有资格参与盟会的诸侯国。
公元前506年，吴国攻破楚国都城郢，楚昭王出奔至随地。随人在吴国的压力下，并未将楚昭王交给吴国，为楚国立下保护楚王的功劳，因此楚国对随有所奖励。公元前494年，《春秋经》记载：“楚子、陈侯、随侯、许男伐蔡”。《春秋经》本于鲁国的国史，此载被杜预等注释者认为是楚国为了报答随的功劳，而使随国重返独立的诸侯国行列。
有学者依据早期考古发现指出，曾国为楚所灭，重要依据是随州擂鼓墩曾侯乙陵园出现了楚国墓葬。湖北省文物考古研究所所长方勤通过对文献和最新考古资料指出，曾侯乙陵园出现的楚国墓葬，并没有直接打破曾国国君墓，很可能是曾国陵园的附属墓，加之这一时期曾楚关系已进入融合状态，据此推断曾国国都被楚国占领的观点很难成立。此外，文峰塔墓地出土有“曾侯丙”铭文铜缶的M18，是目前考古所见最晚一代曾侯墓。曾侯丙年代为战国中期，晚于曾侯乙，说明曾国至少到曾侯丙时仍保持着诸侯国地位，并非在曾侯乙时就被楚所灭。方勤认为，在秦统一的大背景下，随着秦占楚地，曾国随楚国一并迁移。

## 曾隨之謎

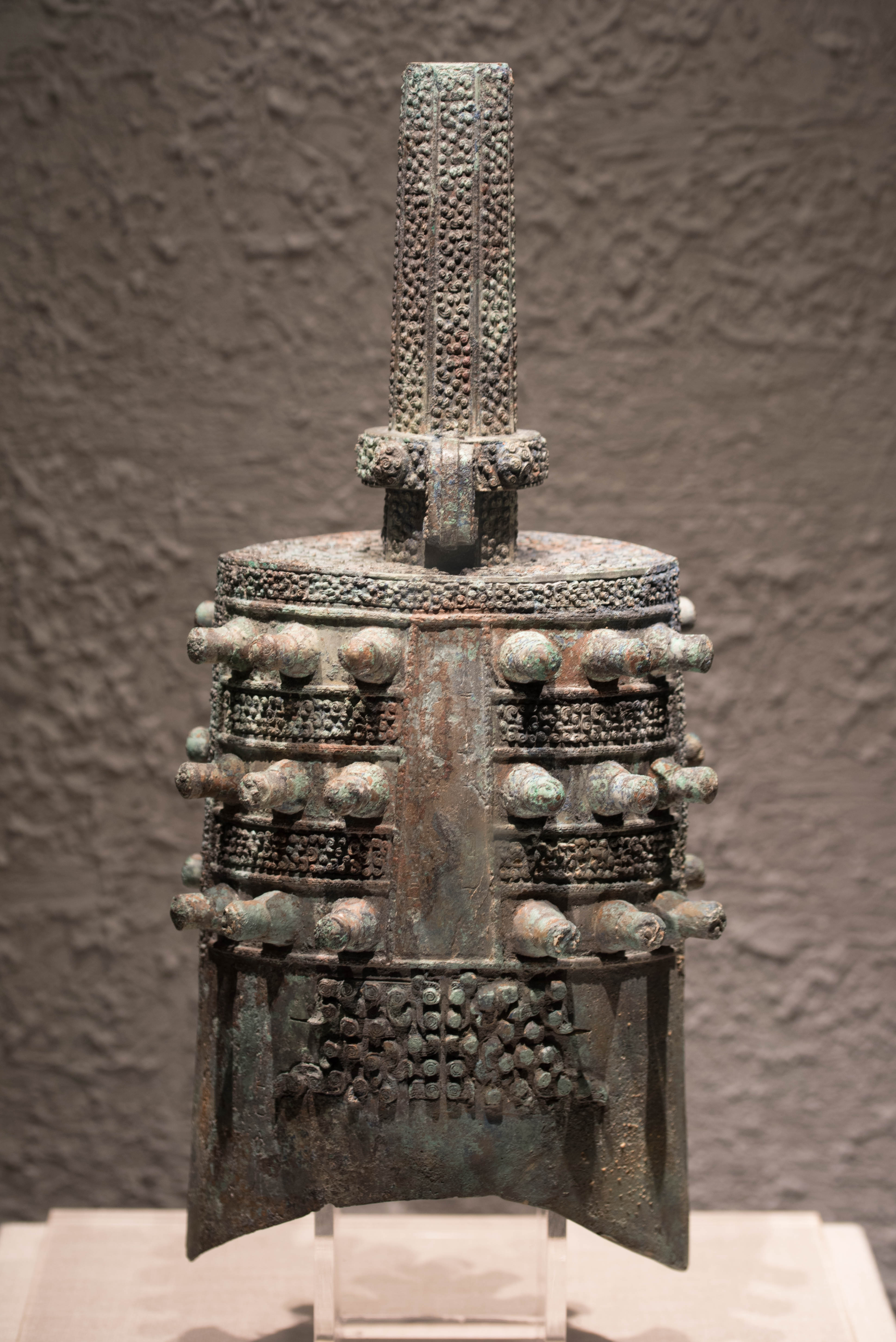
随州文峰塔墓地出土曾侯玙编钟（之一）

曾國（隨州一帶出土銘文揭示的曾國），不見於文獻記載，然而自宋以來，曾國銅器即累見於世。北宋時湖北安陸一帶即出土過兩件曾侯钟，1933年安徽壽縣朱家集楚王墓被盜掘，出土一對曾姬壺。1978年，曾侯乙墓發掘，舉世震驚。人們既感嘆於其文物的精美，也自此知道歷史上曾存在一個國家「曾」，這是一個從未在文獻中有過記載的國家。
自曾國在考古發掘中被發現，困擾史學界最大的問題漸漸轉移到「曾隨關係」上：「曾」是只見出土文物，歷史文獻未著一字；「隨」僅在古典文獻中有記載，鮮少發現實物遺存。在史書上有明確記載的隨國疆域內，卻屢屢發掘出了曾國的墓葬。時間、空間交織在一起，文獻記載、出土文物千頭萬緒。
由于史书中没有关于该国的记载，这使得曾国與春秋时期的鄫国的關係、与随国的關係被稱為「曾、随之謎」或“曾国之谜”，学术界曾经有主要以下三种观点：
- 曾國和隨國是同一个国家，只不过叫法不同，李學勤、石泉等人持此观点[5][6]。

- 曾国与随国是不同的国家，曾国在春秋初期灭了随国，迁居随地，曾国就是文献中春秋时代的随国，任伟等人持此观点[7]。

- 曾国与随国是不同的国家并且两国一直共存，楊寬、錢林書、曹锦炎等人持此观点[8][9]。

但随着随州文峰塔曾侯墓地和叶家山曾侯墓地的发掘，出土青铜器上的铭文最终解开了悬案，根据铭文指出曾国的始祖是后稷的后裔南宫适。文峰塔東周曾侯墓中，曾侯編鐘上有段銘文：「白适上通，左右文、武，達殷之命，撫定天下，王遣命南公，縈宅土……」「白适」為西周重臣、文王四友之一的南宮适。銘文說，南宮适得到周王重用，輔佐周文王、武王，滅殷平定天下，周王即分封南宮适，到南方營建城址。銘文出自曾侯墓，周王顯然分封的是曾國，受封地在今隨州地域，也就是史書記載的隨國。
漢水下游以東的隨州地區，史稱「漢東」，也被稱作「漢陽」或「漢川」。史書記載，周王在漢東一帶分封有眾多的姬姓諸侯國，素有「漢陽諸姬」之稱。隨州東北部、西南部分別為桐柏山和大洪山山系。在桐柏山和大洪山山系之間，從棗陽到隨州形成一條狹長通道，被稱作「隨棗走廊」。沿此「走廊」由南陽盆地經由襄陽、棗陽南下可直貫漢水下游，狹窄且無山系阻擋，可謂是周王朝控制南方的軍事要衝之地。《左傳·桓公六年》：「漢東之國，隨為大」。意為周王在漢水東面分封的諸國中，隨國(即曾國)最大。
葉家山西周曾侯犺墓一件簋上的銘文：「犺乍剌考南公寶尊彝」。曾侯犺稱「南公」為「考」，「考」為對逝去父輩的稱謂。由此可知，曾侯犺為被封於曾國的南宮适的後代。新挖掘的棗樹林墓地，出土的青銅編中銘文顯示「余文王之孫，穆侯元子，出邦於曾」等內容，說明曾侯是文王之後。
在曾侯乙墓出土的65件編鐘中有一鎛鍾，鎛鍾上169字銘文，銘文上說楚王曾經被曾國所救，即傳世文獻上所記載的發生在公元前506年的吴楚之战，所記的主要國家是吳、楚、曾，而史書上卻記載「楚王奔隨」，隨人救楚。曾侯乙死後，昭王之子楚惠王專門製作鎛鍾以國禮相贈，出土時還懸掛在最顯眼的位置。並發現刻有「隨」銅器，銘文為「隨大司馬嘉有之行戈」。
至此曾即是随可谓尘埃落定；曾是封侯的名称，随是地名，為曾国的政治中心；曾國即隨國，係一國兩名，“缯”与曾无关。至於史書稱隨國，蓋因其都邑「隨」且附庸楚而以地稱之。

## 曾國君主
考古出土的青铜器中有许多含有“曾公”、“曾伯”、“曾子”的称呼，然而王世民指出曾国青铜器铭文能够肯定的爵称，也仅有“侯”一种。黄尚明和黄凤春所列出的曾侯列表均将称呼为“曾侯”的认定为曾侯，其他都不纳入，黄凤春还认为“公”、“伯”只是尊称，也不排除后来有继位为侯的。
- 曾侯谏，名谏，西周早期人，约在周成王或周康王初年，见曾侯谏鼎[21]
- 曾侯（斗子），约在周康王时期[20]
- 曾侯犺，名犺，西周早期人，约在周昭王时期，考古领队黄凤春认为他是南宫适的儿子[22]，王恩田认为是南宫适的曾孙[23]
- 曾侯絴白，名絴白，西周东周之际人[24]
- 曾侯巳，名巳，春秋早期人[20]
- 曾侯宝，又称龚公，見於羋加编钟等，名宝，夫人羋加，春秋中期人[25]
- 曾穆侯，谥穆侯，见于周王孙季怡戈，春秋早期人。[26]
- 曾侯得，見於曾侯得编钟，名得，春秋中期人[27]
- 曾侯与，见于曾侯䑂编钟、曾侯𨘕三戈戟等，名䑂（一作𨘕），春秋晚期人。[28][29]
- 曾侯戊阝，春秋早期人[20]
- 曾侯乙，見于曾侯乙鼎、《曾侯乙簋》等等。名乙，戰國早期人。[30]
- 曾侯𣅔，見于曾侯𣅔簋、曾侯昃戈等。名𣅔（上日下夨，音同“仄”），戰國早期人。[30][31]
- 曾侯丙，见于曾侯丙方缶，黄凤春推测可能为曾侯乙之子[32]

## 人物
- 少師
- 季梁